# Nichifor Crainic
Ion Dobre, más conocido por su pseudónimo de Nichifor Crainic (Bulbucata, 22 de diciembre de 1889-Mogoşoaia, agosto de 1972), fue un teólogo, político, poeta y periodista rumano de extrema derecha, profesor universitario en la Universidad de Bucarest y ministro de Propaganda del Gobierno de Ion Antonescu, conocido por su publicismo de signo ultranacionalista y antisemita en el período de entreguerras.

## Biografía
Nació en el seno de una familia campesina en una localidad del sur de Rumanía, Bulbucata (județul de Vlașca), el 22 de diciembre de 1889.
Profesor de Teología de la Universidad de Bucarest, editó la revista Gîndirea.
Defensor de la implantación de una suerte de cristianismo nacionalista que denominó ortodoxismo, elaboró a lo largo de la década de 1920 un relato nacional síntesis del cristianismo ortodoxo y el etnonacionalismo. Adscrito al movimiento ultranacionalista rumano, aunque rival del también ultranacionalista Nae Ionescu, militó tanto en la Legión del Arcángel Miguel de Codreanu como en la Liga para la Defensa Nacional-Cristiana de Alexandru C. Cuza. Posteriormente fundó el Partido Cristiano de los Trabajadores (Partidul Muncitoresc Creştin). Crainic, que a comienzos de la década de 1930 se aproximó al fascismo, fundó en 1935 la Asociación de Prensa Cristiana, un colectivo de periodistas antisemitas. En 1938 llegó a defender que la expulsión de los judíos del agro rumano «era una cuestión de vida y muerte para nosotros». Durante la Segunda Guerra Mundial ejerció de ministro de Propaganda de Antonescu.
Tras el fin del conflicto fue juzgado por las nuevas autoridades comunistas y condenado a quince años de prisión. En libertad desde 1962, falleció en agosto de 1972 en Mogoşoaia.
Conocido por su exacerbado antisemitismo, sus escritos también están cargados de ideas antioccidentales, antidemocráticas y antimasónicas.
Su obra poética está recogida en publicaciones como Gandirea, Manuscriptum, Transilvania, Neamul Românesc y Ramuri, en volúmenes independientes y antologías póstumas.